# Caladrius
Pour les articles homonymes, voir Calandre.

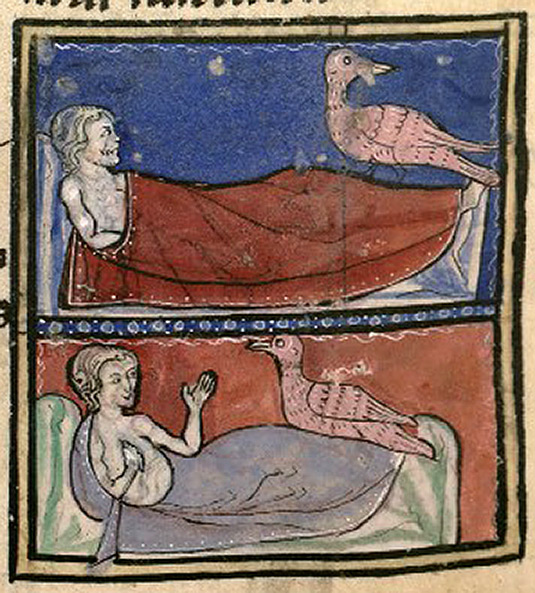
Le caladrius détourne la tête si le malade est destiné à mourir. Illustration du XIIIe siècle.

Le caladrius, calandre ou caladre est un oiseau légendaire et fabuleux du Moyen Âge, très présent dans les bestiaires où il est décrit comme ayant la taille d'un corbeau ou d'un héron et possédant de grands pouvoirs de guérison. Ainsi, selon la légende, tout malade que le caladrius fixait dans les yeux était destiné à vivre, tandis que ceux dont il détournait le regard étaient condamnés à mourir. Symboliquement, le caladrius représente le Christ, la pureté et la Vierge, son pouvoir guérisseur dépendant également de la croyance que l'on a en lui.

## Orthographe
Cette créature aurait été nommée « albinos » par les anciens, car elle n'a aucune couleur sur les ailes, le bec et la queue. De nombreuses variations orthographiques existent pour cet oiseau imaginaire : caladres, caladrio, calandre, calandrius, calatrius, caradrius, charadrius, kaladrius ou encore kalandria.
En grec, le mot est χαραδρίος.

## Description
Il était perçu comme doté d'une tête d'aigle, d'un long cou et de la queue d'un serpent, et paré d'un beau plumage d'un blanc immaculé. Sa taille avoisinerait celle du héron ou du corbeau. Le caladrius est plutôt solitaire et raffiné et est considéré comme un oiseau nocturne qui niche dans les rochers. Son chant est considéré comme agréable dans le roman d'Auberi. Il existe des variations comme un « oiseau blanc avec des cuisses noires ».
En réalité, le caladrius pourrait être inspiré d'un oiseau de rivière, ou peut-être d'une Bergeronnette grise, dont les marques de la face forment un crâne, ce qui aurait pu impressionner les peuples du Moyen Âge.

### Facultés

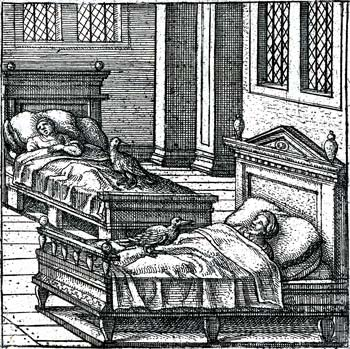
Le caladrius est capable de soigner les malades.

On disait le caladrius capable de guérir les gens des maladies incurables, faculté qui en aurait fait l'oiseau favori de la cour des rois. Le caladrius était réputé venir se poser auprès des malades ; s'il tournait la tête, la personne en question était destinée à mourir. Pour guérir un mourant, il fixait le malade, lui prenait ainsi sa maladie et volait ensuite vers le soleil pour la brûler. Les caladrius étaient prétendument élevés dans les palais royaux pour annoncer, principalement, la mort des suzerains. Cette faculté les préservait de tout commerce : les éventuels acheteurs n'approchaient que par curiosité, pour savoir si l'oiseau allait détourner sa tête d'eux, puis rentraient s'enfermer chez eux. 
Son pouvoir de guérison varie selon les sources :  selon Claude Élien il peut guérir uniquement la jaunisse en regardant dans les yeux le malade, pour d'autres, le caladrius utilise la moelle de sa cuisse pour sauver les malades. Sa fiente guérit la cécité.
Selon Philippe de Thaon, le caladrius ne doit pas être tué, ni mangé, car c'est un animal sacré selon le Deutéronome.

### Symbolique
La faculté de prendre sur lui les maux des hommes pour les guérir a fait du caladrius un symbole du Christ qui endosse le poids des péchés des hommes. Le fait que l'oiseau ne puisse guérir que ceux qu'il regarde signifie que son don de guérisseur dépend de la croyance que l'on avait en lui. Il est également symbole de pureté et dans le Rosarius, écrit anonyme, est identifié à la Vierge. Ponce de León[Lequel ?] utilise le caladrius pour parler de la préscience divine, la prédestination et la grâce.

## Mentions
Le caladrius est cité par de nombreux auteurs tels que Plutarque, Élien, Philippe de Thaon, Guillaume Le Clerc de Normandie, Honoré d'Autun, Hugues de Fouilloy, Alexandre Neckam et dans la Souda. Le caladrius est également cité dans les romans médiévaux. Le bestiaire de Pierre de Beauvais offre une description détaillée du caladrius, appelé ici caladre : 

« Si un homme est frappé d'une maladie, on peut savoir grâce au caladre s'il vivra ou mourra. Si la maladie de cet homme est mortelle, aussitôt que le caladre le voit, il détourne les yeux du malade, et l'on sait dès lors que celui-ci mourra. Et si la maladie n'est pas parmi les mortelles, le caladre regarde le malade et il rassemble en lui-même toutes les infirmités de celui-ci, puis il s'envole dans les airs en direction du soleil, et là il brûle toutes les infirmités du malade et les disperse, et c'est ainsi que le malade est guéri. »

— Pierre de Beauvais, Bestiaire
Le Bestiaire divin de Guillaume Le Clerc de Normandie aborde également une description du caladrius, appelé caladre ou chaladre : « C'est un oiseau blanc comme la neige, que l'on trouve au pays de Jérusalem. On l'apporte devant les malades : ceux vers lesquels ils se tournent doivent guérir, car il attire vers lui tout le mal ; ceux au contraire dont il s'écarte mourront certainement. »

## Héraldique
Le caladrius est également présent sur des armoiries.
On le retrouve par exemple en cimier des armes du docteur Keith William James, où il fait référence à son métier.
Il apparaît probable que cet oiseau mythique soit l'emblème du blason de François Rabelais, éditeur, auteur, médecin, en dessous d'un chevron et accompagné de la devise « À la bonne fortune ». Toutefois, rien ne peut le prouver en référence à des sources héraldiques  ou d'astrologie médicale. Un ornithologue actuel pourrait y voir de profil une Pintade commune, Numidia meleagris connue d'Aristote pour ses œufs mouchetés dans son Histoire des Animaux et dont une vocalise rythmée évoque très bien le mot « Socrate »...

## Dans la classification binominale
De nos jours, on retrouve le caladrius dans plusieurs noms de la classification binominale : 
- deux espèces d’alouettes : l’alouette calandre (Linnaeus, 1758) et l’alouette calandrelle (Leisler, 1814)[4],
- un genre d’alouettes Calandrella (Kaup, 1829),
- un ordre d'oiseaux aquatiques, les charadriiformes (Huxley, 1867),
  - dont un sous-ordre de limicoles, les Charadrii,
    - dont la famille des Charadriidae (Leach, 1820),
      - dont la sous-famille des Charadriinae (Leach, 1820),
        - dont le genre Charadrius (Linnaeus, 1758).